# Козіївка (Житомирський район)
Козі́ївка — село в Україні, у Житомирському районі Житомирської області. Входить до складу Старосілецької сільської громади.. Населення становить 523 осіб.

## Географія

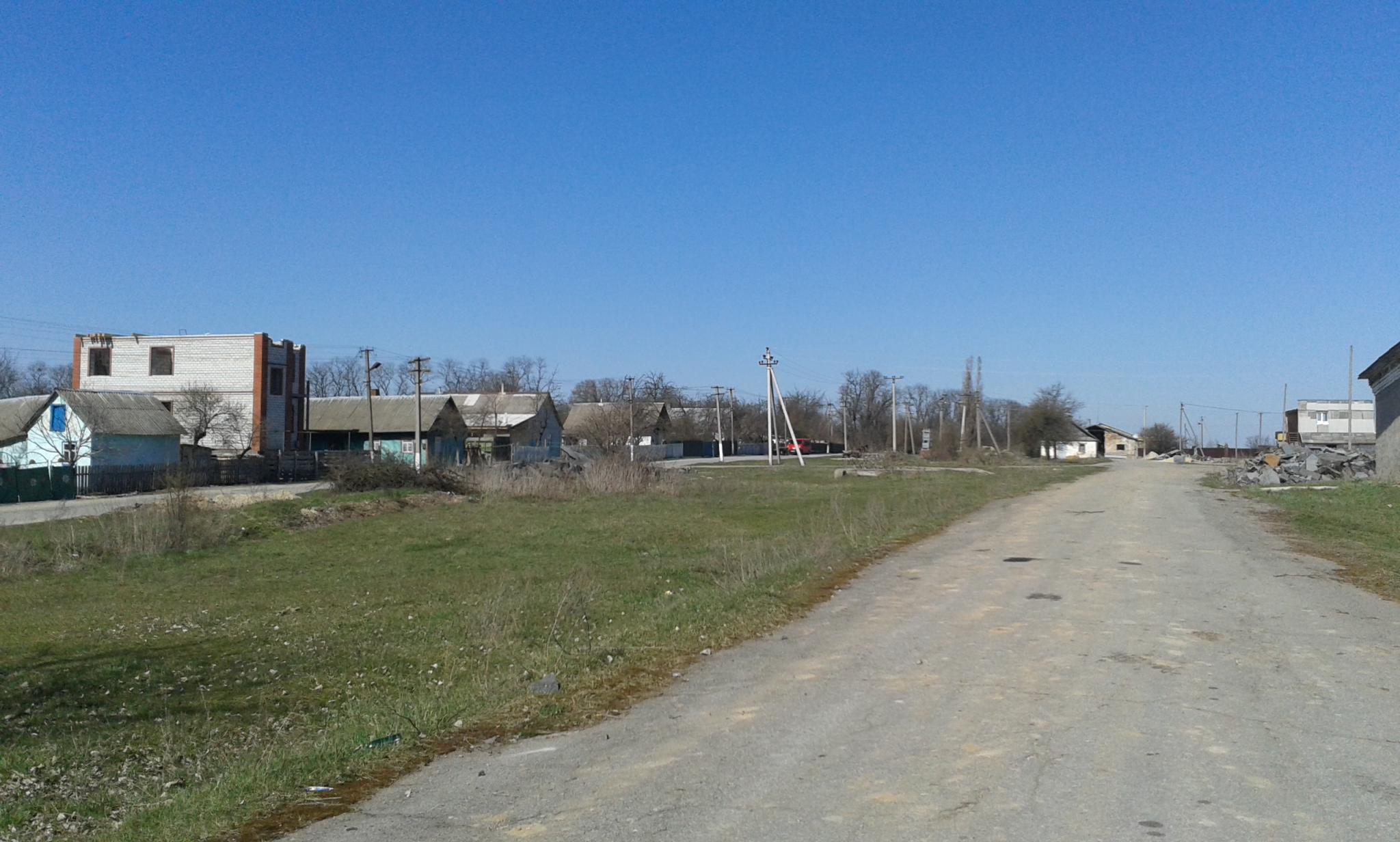
Село Козіївка, вулиця Щорса (в народі — Буласивська)

Козіївка розташована на лівому березі річки Тетерів, за 4 км на північний схід від міста Коростишів й залізничної станції Коростишів.
Мальовнича природа та близьке розташування до районного центру зумовлюють популярність Козіївки, як місця для дачних забудов.

## Короткий історичний нарис
Місця перебування людини в період палеоліту в південній частині Козіївки були знайдені в 1967 р. доцентом Криворізького гірничорудного інституту В. Ф. Петрунем.
Перша писемна згадка про село датується 1646 роком.
У праці Л. Похилевича «Сказання о населенных пунктах Киевской губернии», виданій у 1864 році, дається перелік відомих на той час старожитностей Коростишівської волості. Зокрема, крім жертовного каменя з капища слов'ян, називаються також урочища та місця, де проживали люди у давнину біля Козіївки.

### Українська Народна Республіка
З 1917 року село належить до Української Народної Республіки.

### Німецько-радянська війна
220 жителів села брали участь у німецько-радянській війні на боці СРСР, 137 з них загинуло. 153 мешканці села отримали радянські нагороди.
В ході війни Козіївка переходила з рук в руки.
Так, 12 листопада 1943 року її відвоювали більшовики, але трохи згодом село знов потрапило під німецьку окупацію. 27 грудня 1943 року село остаточно потрапило під контроль СРСР.
Про Козіївку згадує у своїх спогадах-мемуарах маршал Радянського Союзу І. І. Якубовський:
|  | ...После того как наши части ворвались в Коростышев, всю ночь в нем продолжались ожесточенные уличные бои. Утром город был освобожден. В ходе этих боев активную роль в обеспечении правого фланга танковой армии сыграла и наша бригада. Не допуская прорыва противника с направления Козиевка, Коростышев, к исходу 27 декабря она вышла в район переправы через реку Тетерев. Здесь бригаде было приказано наступать на Красный Яр, с овладением им оседлать перекресток дорог и быть готовой к отражению контратак противника. Поздно вечером бригада начала форсирование реки. В районе Козиевки оборудованной переправы для танков не было. Пришлось делать ее в кратчайшее время: разведать дно, определить основную и запасную трассы движения танков, укрепить подходы к реке. Вскоре наше соединение сосредоточилось на северо-западной окраине Козиевки и заняло исходные позиции для атаки. К утру 28 декабря нам удалось выбить противника из Красного Яра и захватить важный перекресток дорог.... |

### Незалежна Україна
З 24 серпня 1991 року село входить до складу незалежної України.

## Відомі мешканці
У Козіївці 14 січня 1924 року народився Бойко Степан Григорович — Герой Соціалістичної Праці, учасник німецько-радянської війни. Брав участь у боях за Житомир в листопаді 1943 року, рядовим кавалеристом Першого гвардійського кавалерійського корпусу генерала Баранова, Першого Українського фронту. У наступальної операції «Багратіон» по звільненню Білорусі та Прибалтики від німецької окупації брав участь навідником 82 мм батальйонного міномету у складі 11 — тій гвардійської армії генерала Галицького 3-го Білоруського фронту починаючи з 4-х годинний артпідготовки по прориву оборони супротивника на світанку 23 червня 1944 року й до її завершення. З мінометним стволом на плечах пройшов з боями всю Білорусь, від Орші до Гродно; Литву до кордону Східної Пруссії. Форсував річки Березину і Німан. У складі 18-ї гвардійської стрілецької дивізії одними з перших перейшли державний кордон з Німеччиною. Степан Григорович написав 16 книг — спогадів (в рукописах). З них видано 8. Тільки остання «Батьківщина» є чисто біографічної історією родини. Решта — публіцистика суспільно-соціального звучання.

### Обеліск Слави
Гранітний обеліск виконаний з чорного граніту, заввишки 3 м, встановлений у 1948 році на братській могилі. Кількість похованих військовослужбовців у братській могилі — 125, з них відомо лише 21 осіб. Решта 104 — невідомо.
| Звання         | Прізвище Ім'я По батькові    | Дата народження | Дата загибелі |
| -------------- | ---------------------------- | --------------- | ------------- |
| ст. сержант    | Бикменов Кара                | 1910            | 15-01-1944    |
| —              | Бубон Федось Павлович        | 1908            | ----1941      |
| —              | Бубон Борис Микитович        | 1913            | ----1941      |
| —              | Бубон Олександр Ігнатович    | 1920            | ----1941      |
| мол. лейтенант | Брятов Віталій Іванович      | 1910            | 27-12-1943    |
| мол. лейтенант | Бутов Василь Степанович      | —               | 27-12-1943    |
| рядовий        | Владимиров Анатолій Іванович | —               | 27-12-1943    |
| мол. сержант   | Варовин Михайло Федорович    | —               | 27-12-1943    |
| —              | Даниленко Семен Іванович     | —               | ----1941      |
| рядовий        | Євсюков Василь Іванович      | —               | 20-11-1943    |
| рядовий        | Захаров Іван Михайлович      | —               | 27-11-1943    |
| рядовий        | Кірсанов Петро Григорович    | —               | 20-11-1943    |
| рядовий        | Лескович Харитін Пилипович   | —               | 20-11-1943    |
| рядовий        | Нікіфоров Олександр Петрович | 1922            | 08-08-1945    |
| рядовий        | Риков Василь Іванович        | —               | 20-02-1943    |
| рядовий        | Сичов Василь Леонович        | 1906            | 20-02-1943    |
| рядовий        | Соловйов Петро Васильович    | 1921            | 30-12-1943    |
| рядовий        | Сарапкін Дмитро Якимович     | —               | 27-12-1943    |
| мол. сержант   | Єршов Василь Авельянович     | —               | 27-11-1943    |
| рядовий        | Жуков Олександр Васильович   | —               | 27-11-1943    |
| рядовий        | Черв'яков Євген Іванович     | —               | 20-11-1943    |

### Післявоєнний час

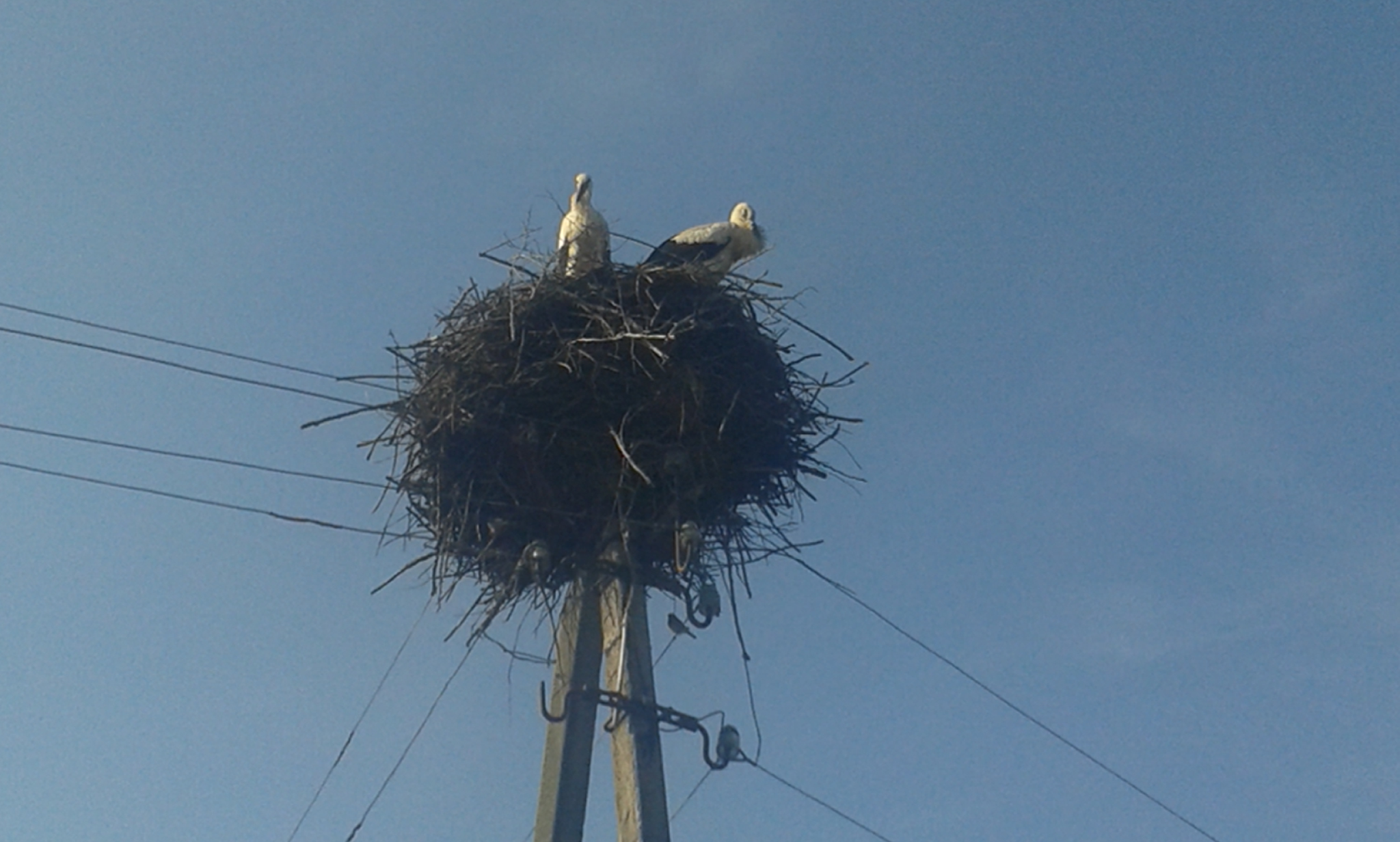
Лелеки у селі Козіївка

Поступово село почало відбудовуватись. У 1970-х роках Козіївській сільраді були підпорядковані села Високий Камінь, Городське, Новогородецьке. На території Козіївки було розміщено центральну садибу колгоспу «Нове життя», який мав у користуванні 1809 га сільськогосподарських угідь, у тому числі 1451 га орної землі. Вирощували зернові культури, картоплю. Було розвинуте м'ясо-молочне тваринництво. За успіхи в розвитку сільського господарства 83 колгоспники було нагороджено орденами й медалями, у тому числі ланкові колгоспу В. О. Будник — орденом Леніна, М. Т. Матюшенко — орденом Трудового Червоного Прапора.

## Демографічна ситуація

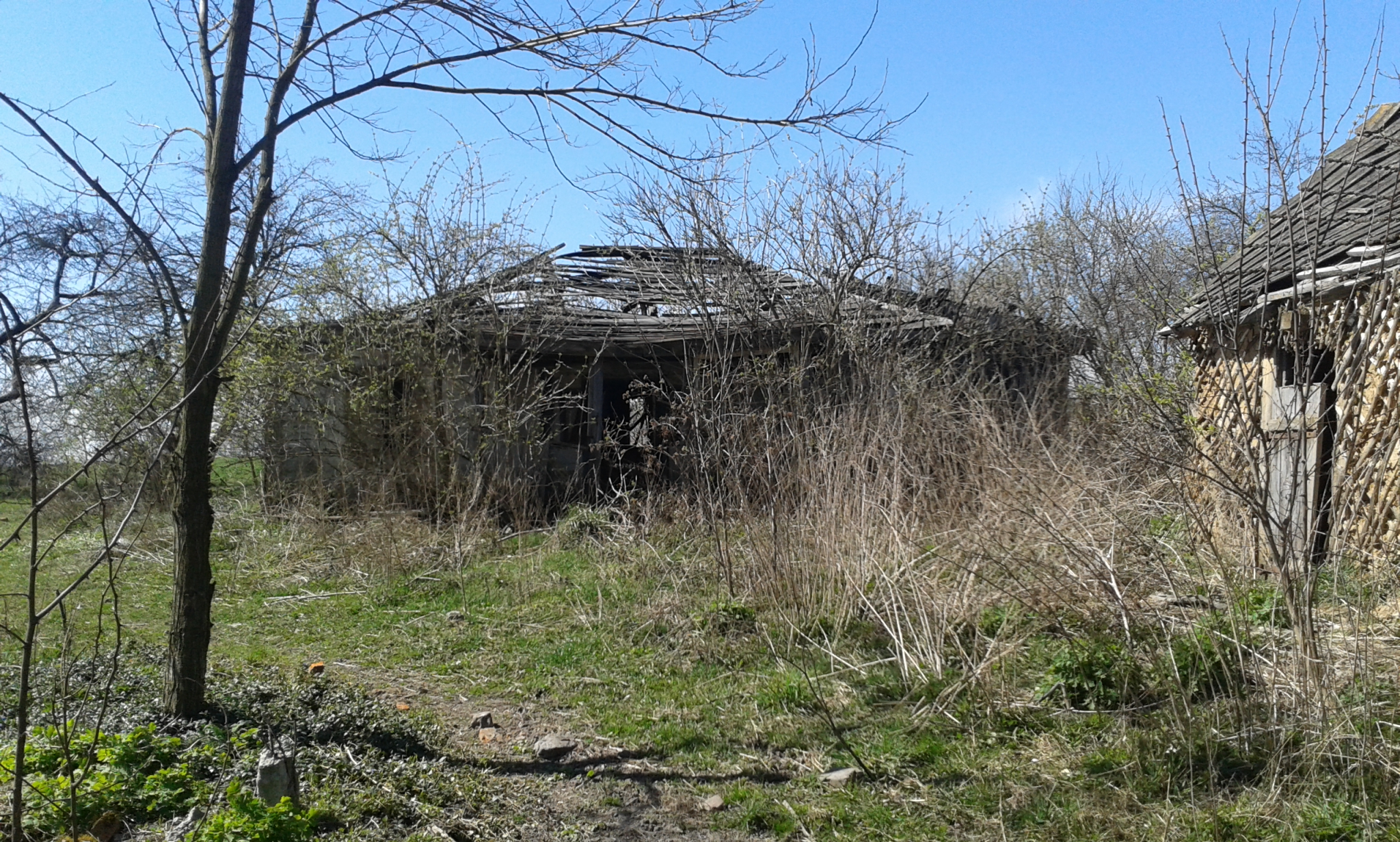
Покинута хата в с. Козіївка. Приклад народної архітектури початку минулого століття

У 1970-х роках у селі налічувалося 388 дворів, населення становило 1094 особи. Вже у 2001 році сільських жителів нараховувалось лише 523 особи. За останнім переписом населення у Козіївці мешкає 460 осіб.

## Сьогодення

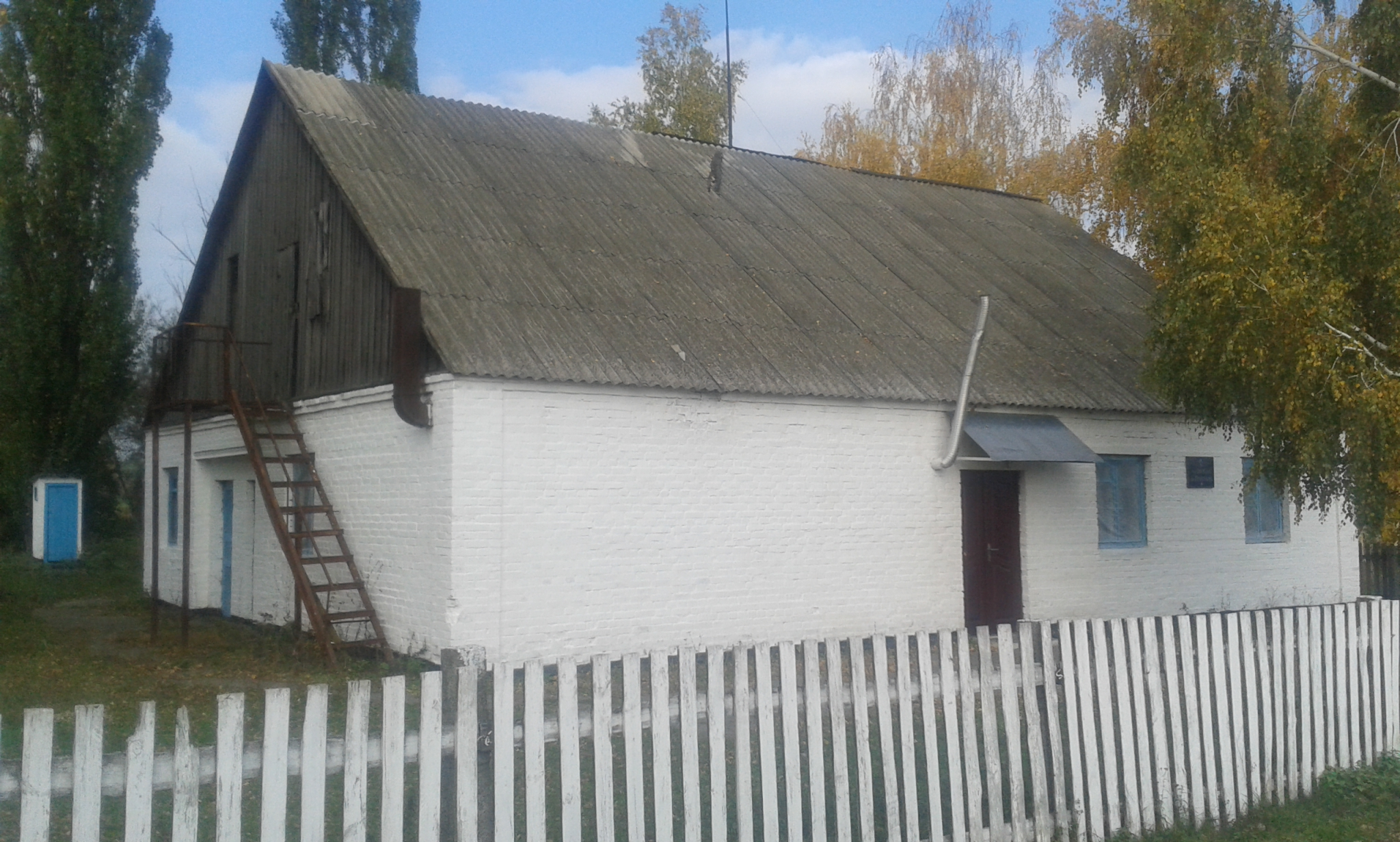
Церква Святого Миколая, с. Козіївка

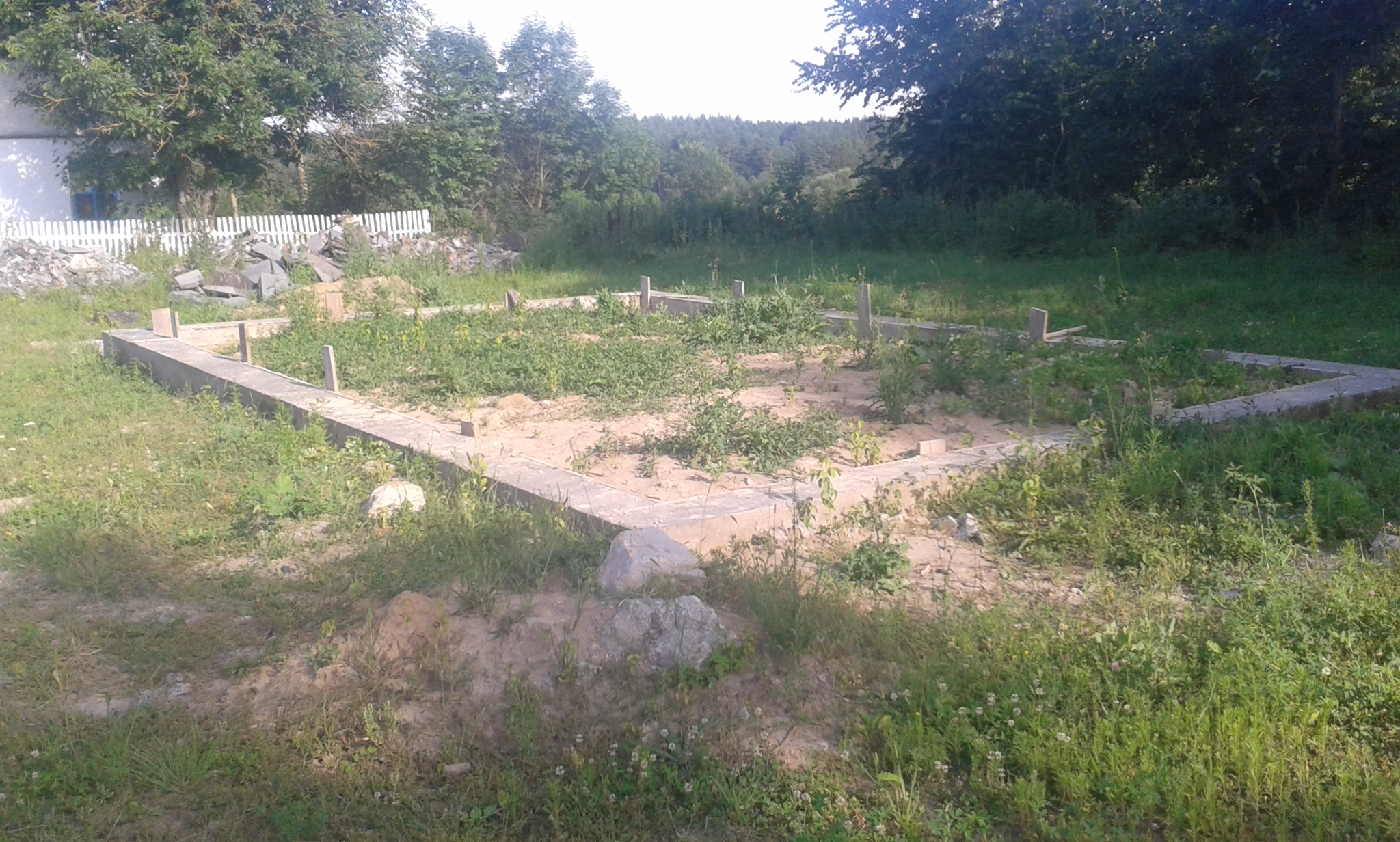
Фундамент майбутньої церкви св. Миколая у с. Козіївка

Сьогодні у селі Козіївка є 9-річна загальноосвітня школа, будинок культури, бібліотека з книжковим фондом близько 7,9 тис.томів, фельдшерсько-акушерський пункт та поштове відділення. Також функціонує три магазини. Щоденно (по 5 разів на день) за маршрутом Житомир-Коростишів-Козіївка-Городське-Житомир їздить автобус. Колгосп, відданий у приватну власність, втратив своє цільове призначення і використовується приватними підприємцями для діяльності по виробництву гранітних пам'ятників. Ці підприємства наносять колосальних збитків навколишньому середовищу. За останні роки екологічна ситуація погіршилась через значні забруднення села та околиць відходами, що з'являються під час обробки граніту.
У Козіївці встановлено обеліск пам'яті загиблим односельцям під час німецько-радянської війни. Є церква святого Миколая, що розташована у приміщенні колишньої лазні. Нині ведуться спроби спорудити нову будівлю церкви на історичному місці, де ще до середини XX століття була розташована стара дерев'яна церква, яка була розібрана.
11 серпня 2011 року в селі Козіївка було відкрито газопровід.

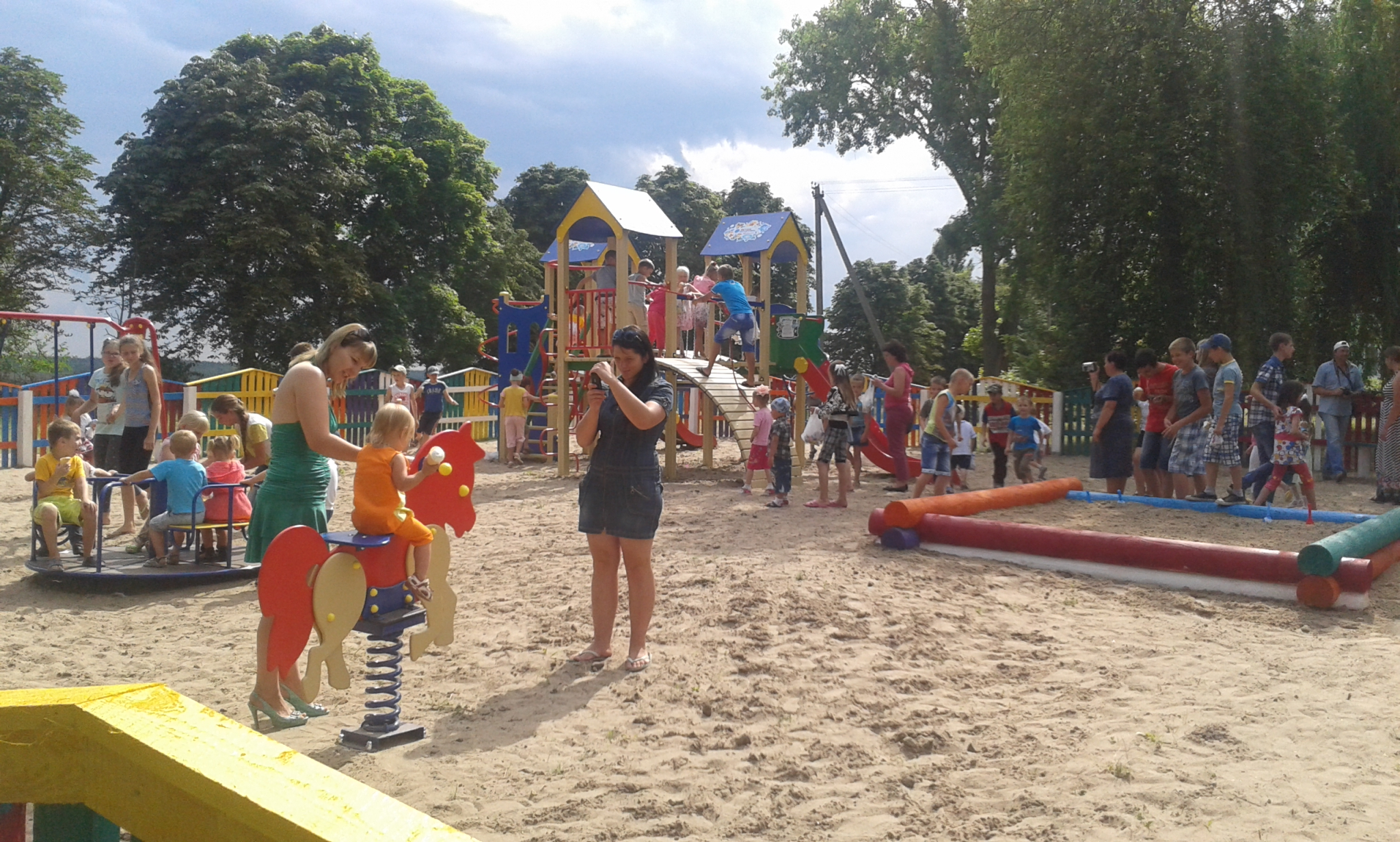
Козіяни та гості села на відкритті нового дитячого майданчика

У листопаді 2013 року у селі розпочато будівництво церкви — закладено фундамент.

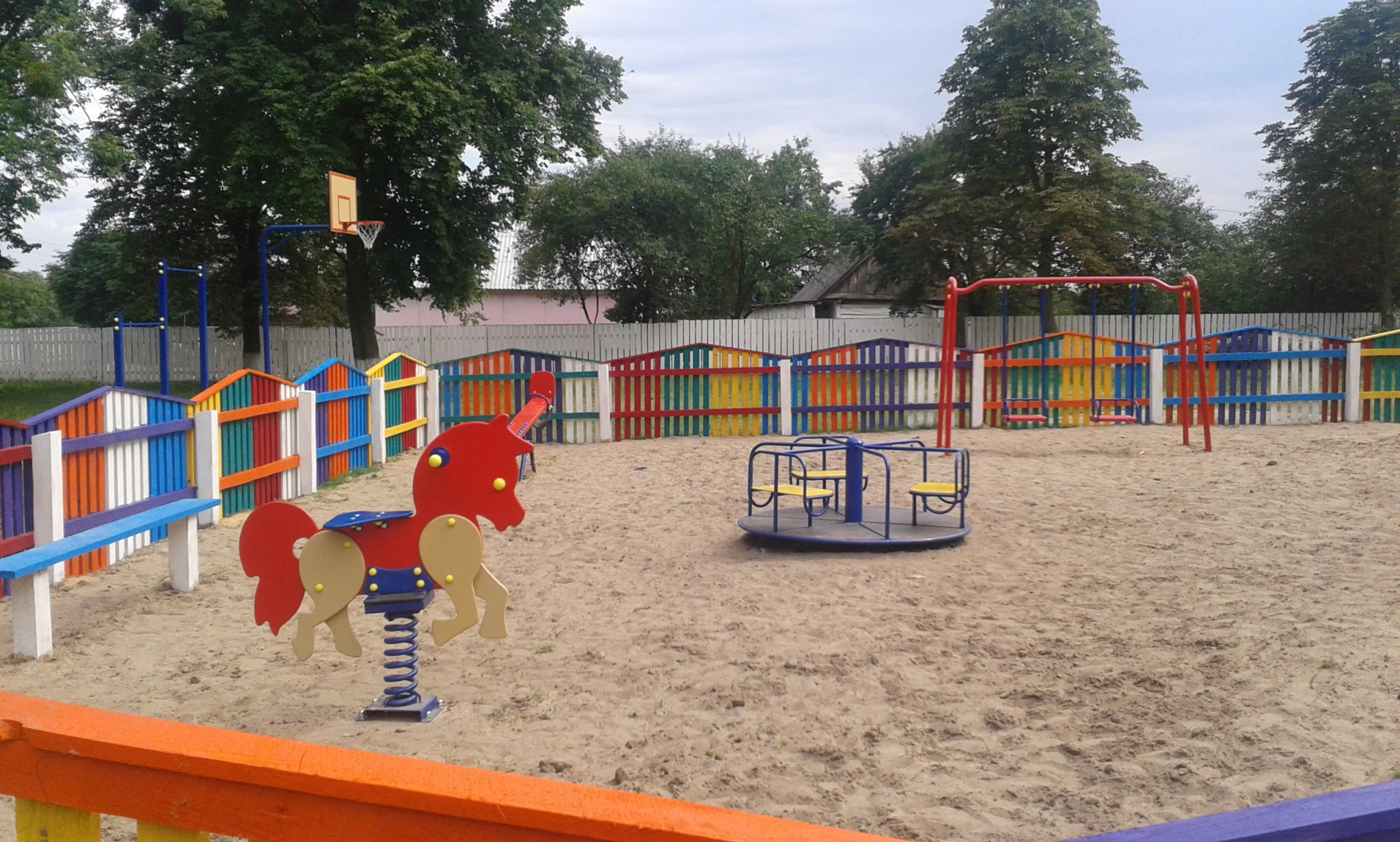
Новий дитячий майданчик у Козіївці

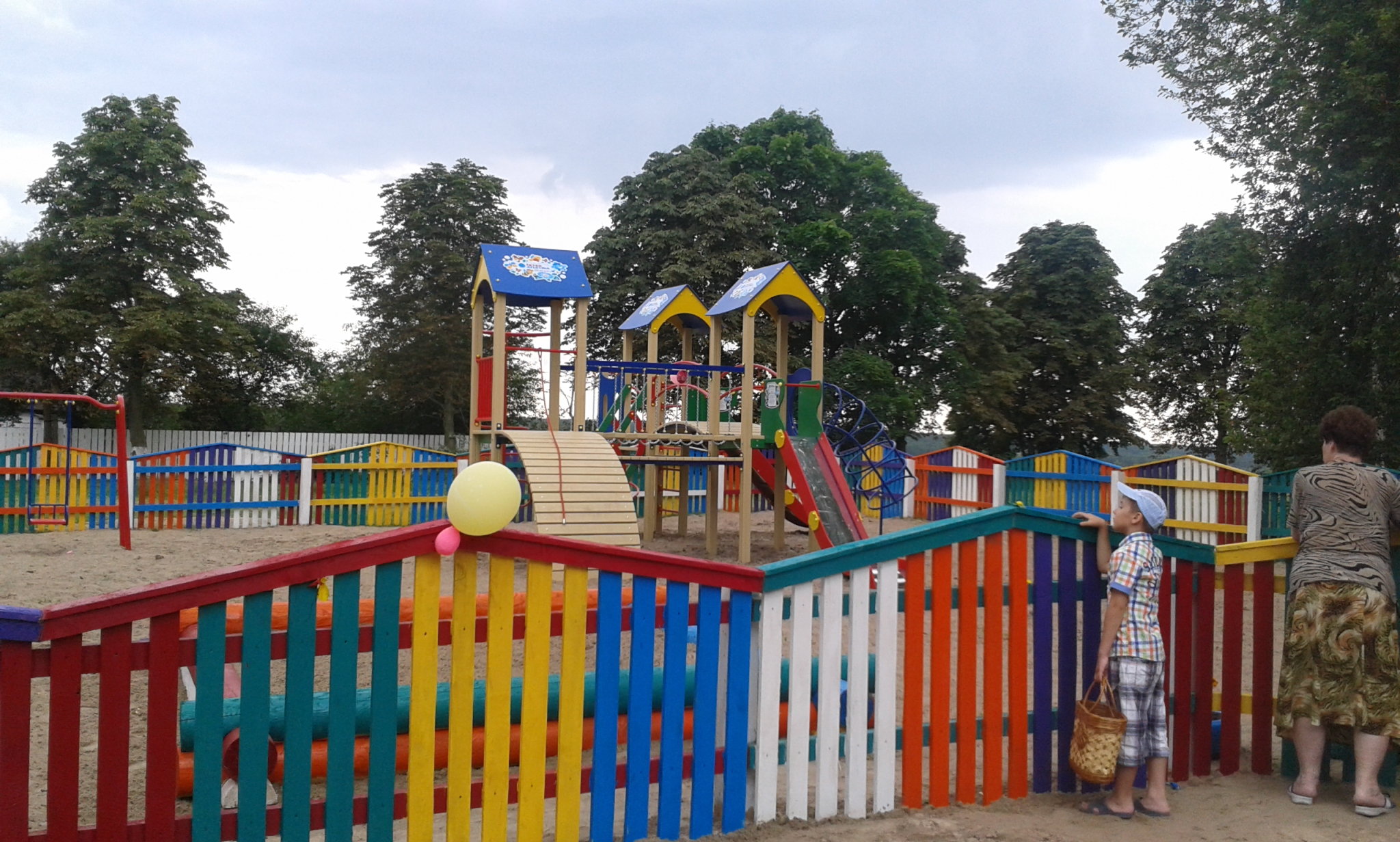
На відкритті дитячого майданчика у Козіївці

7 липня 2014 року у с. Козіївка, за сприяння сільського голови Олександра Лазарєва, відкрито дитячий майданчик. На відкритті він висловив подяку усім підприємцям та односельцям, що особисто допомогли у встановленні та впорядкуванні об'єкту. Привітати мешканців територіальної громади з такою приємною подією завітав голова райдержадміністрації Р. А. Михайлич. Після розрізання червоної стрічки та «солодкого столу», щасливі дітлахи юрбою побігли власноруч випробовувати всі гойдалки та гірки.
У планах сільського голови подальше встановлення спортивних споруд для територіальної громади.

## Галерея

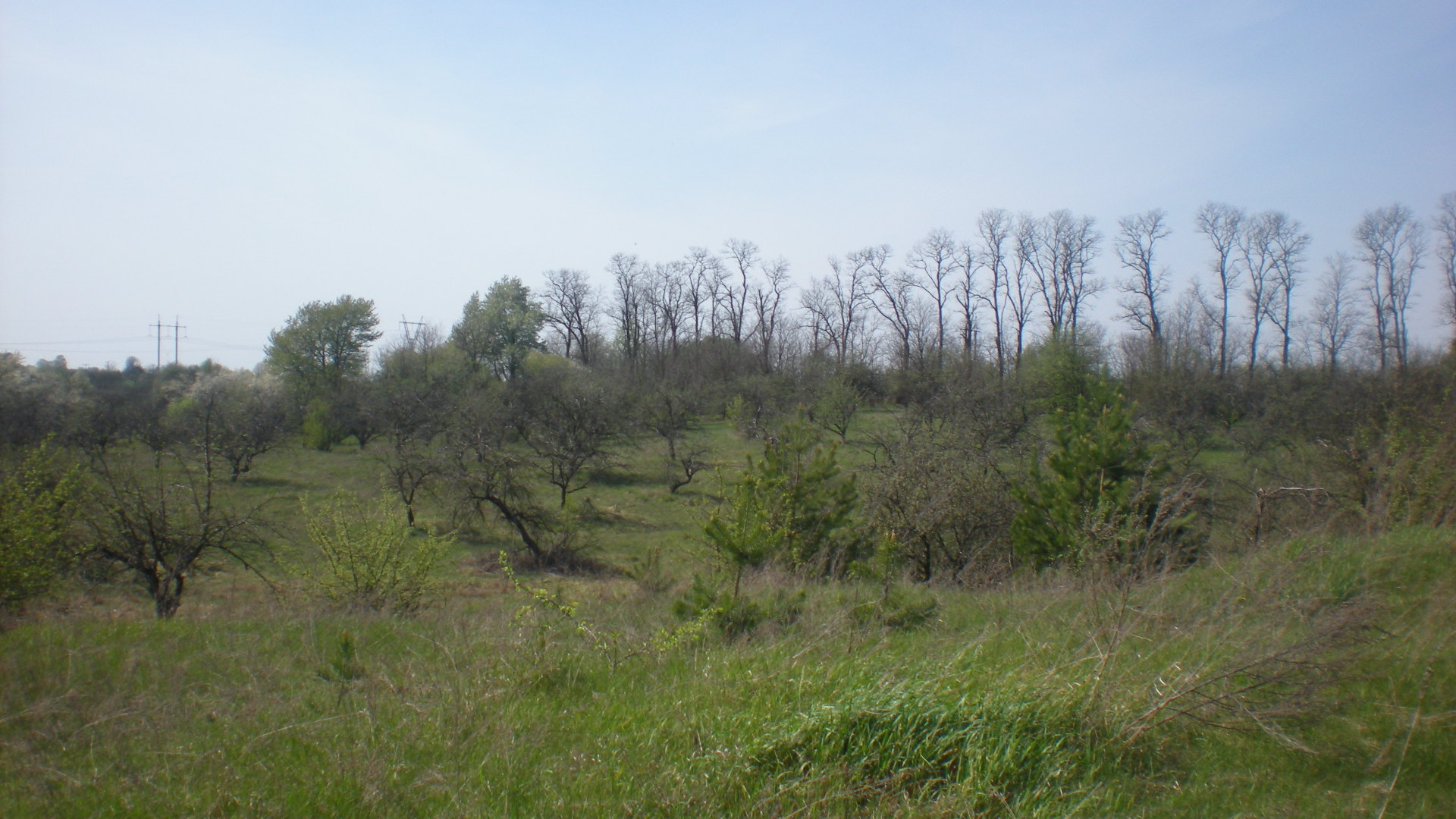
Козіївський сад
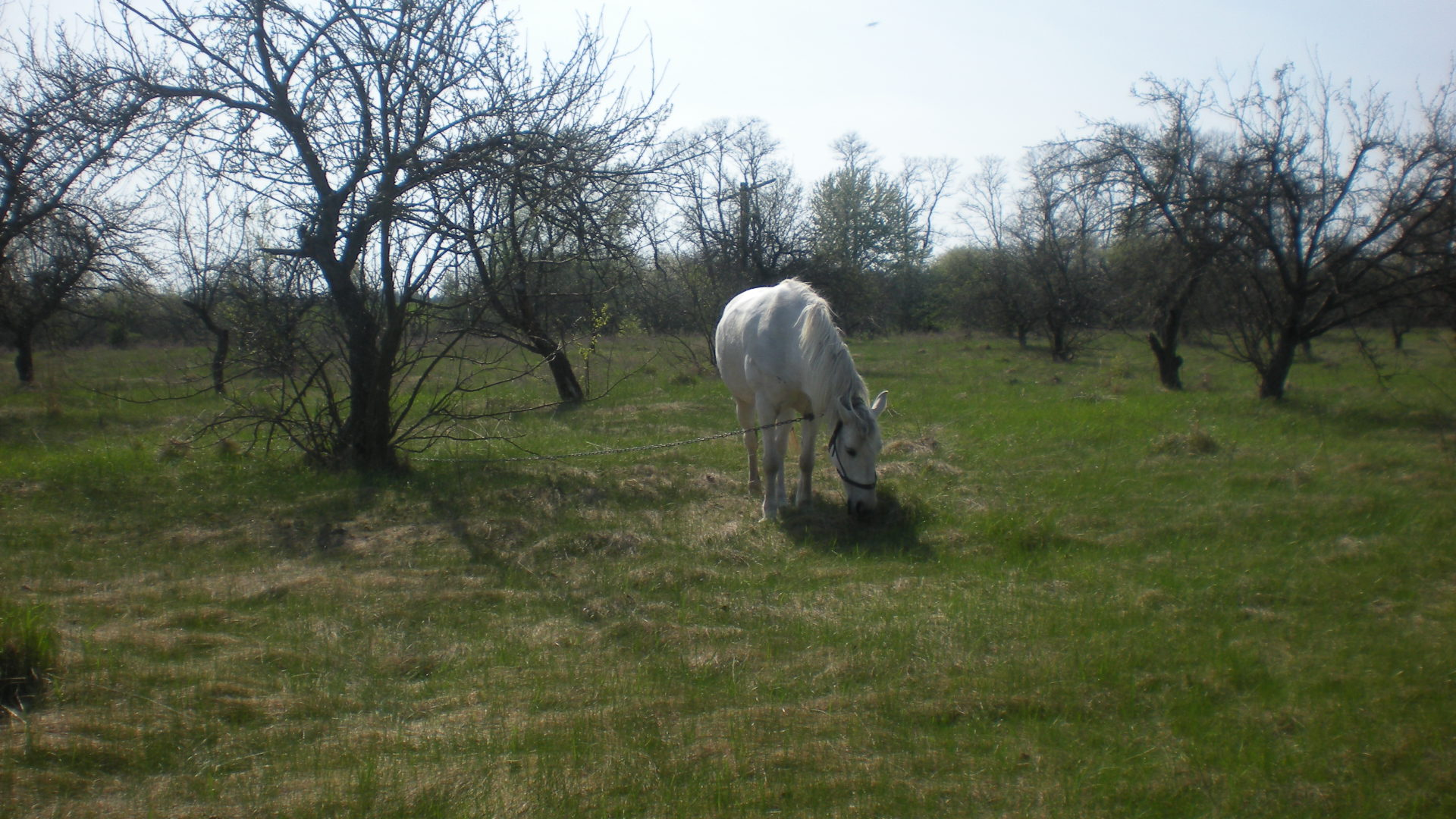
Весна у Козіївкі. Кінь у колгоспному саду
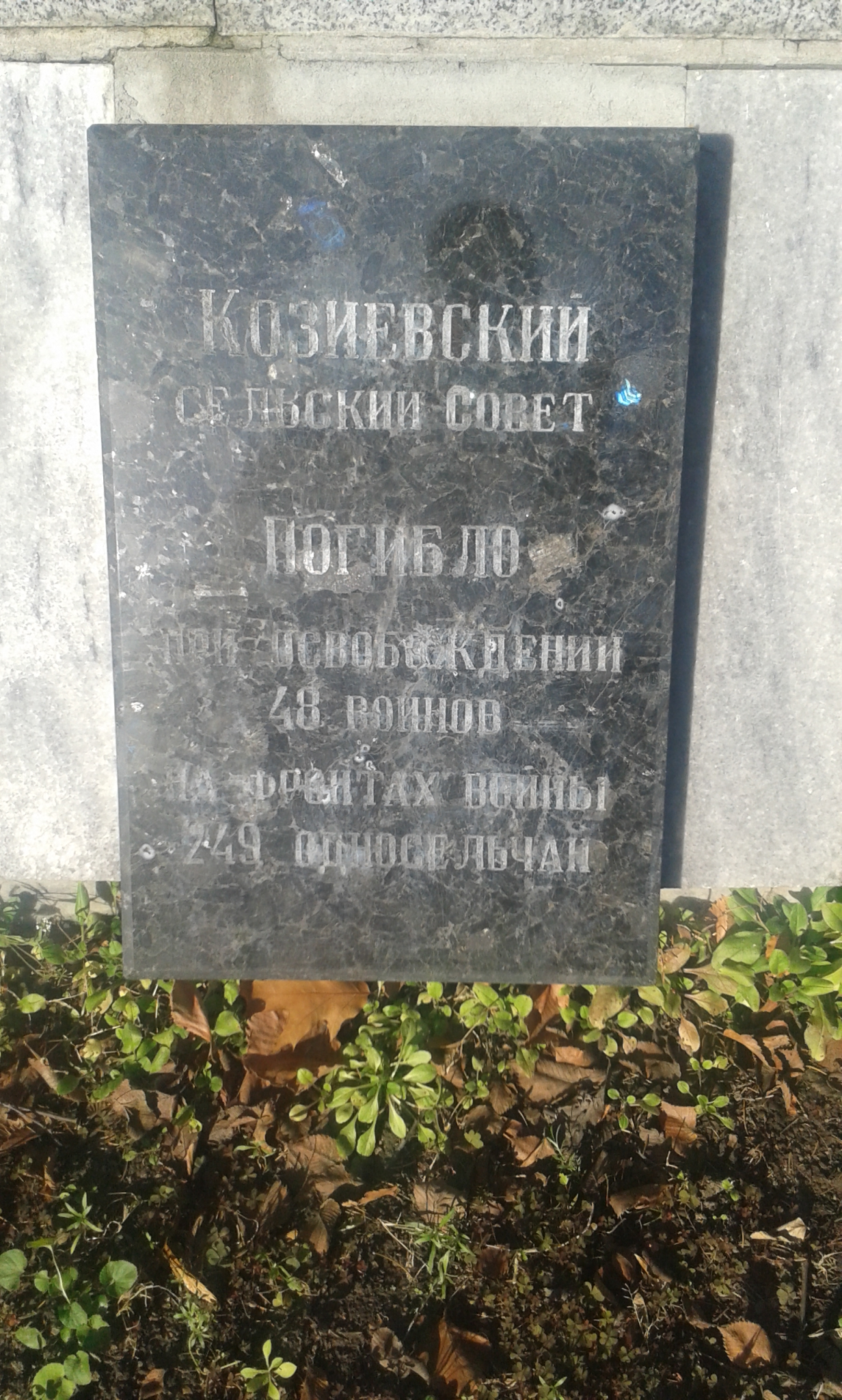
Пам'ятний знак у районному центрі Коростишів полеглим козіянам у роки німецько-радянської війни
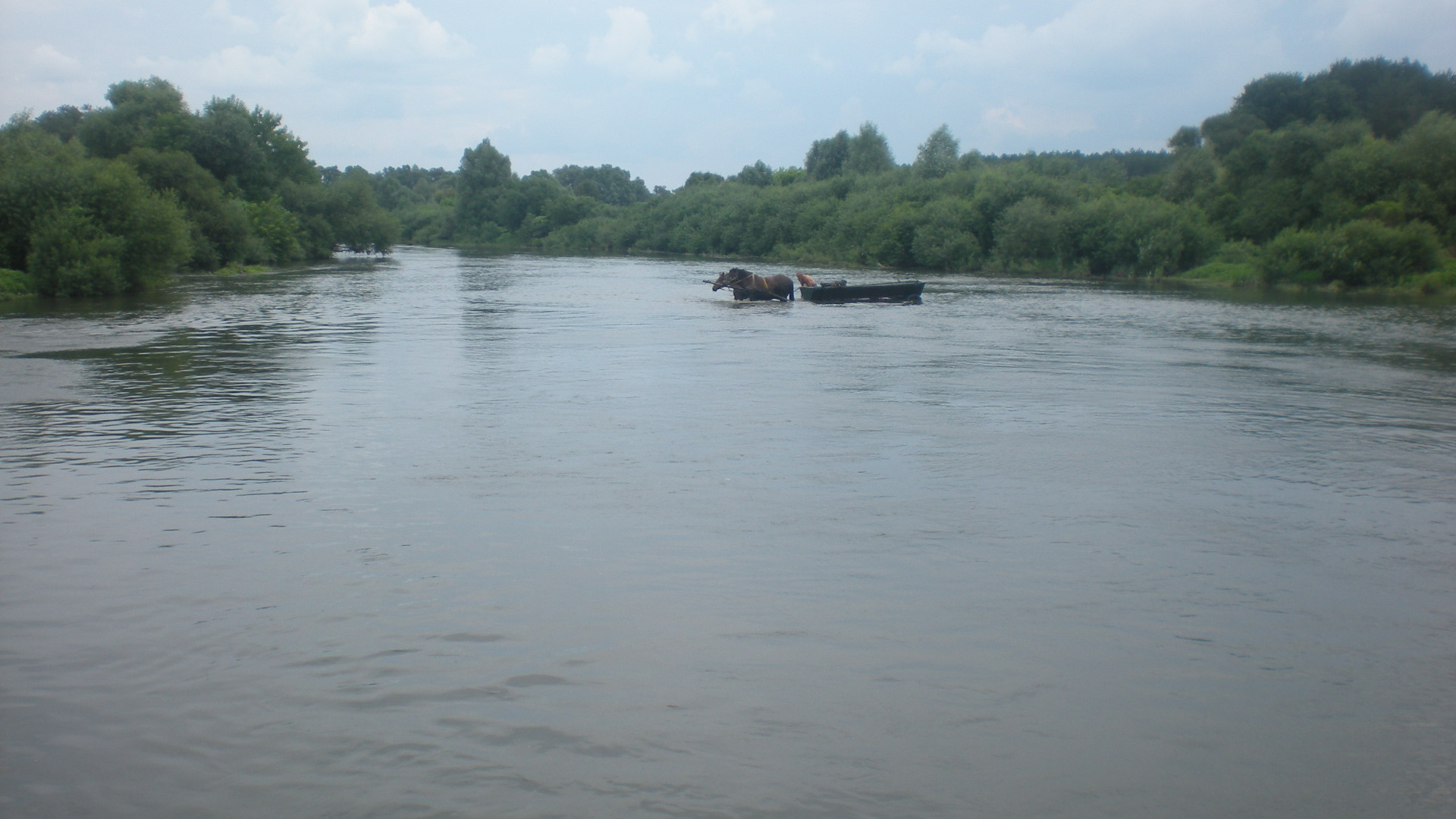
Річка Тетерів у селі Козіївка. Брід.
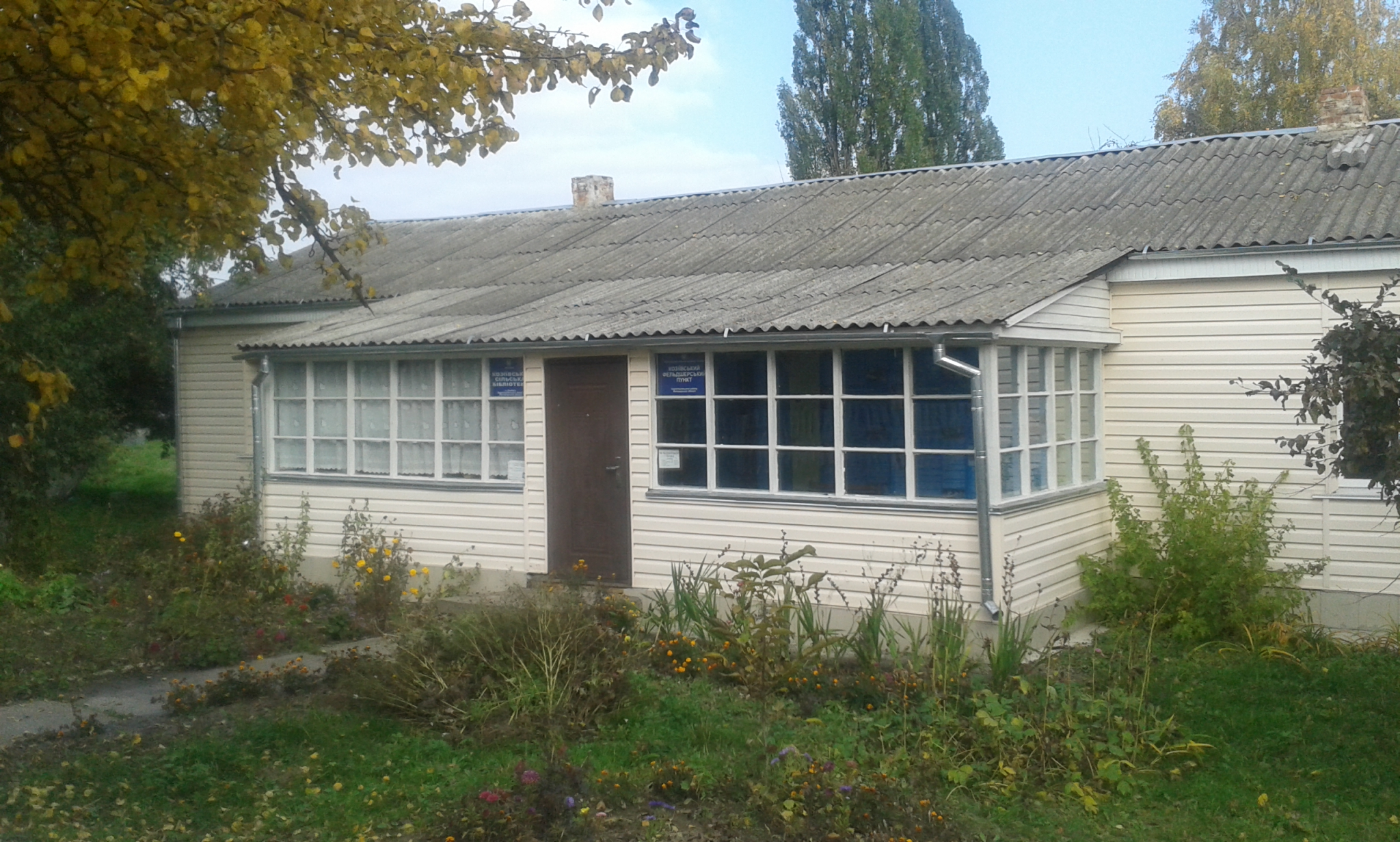
Фельдшерський пункт
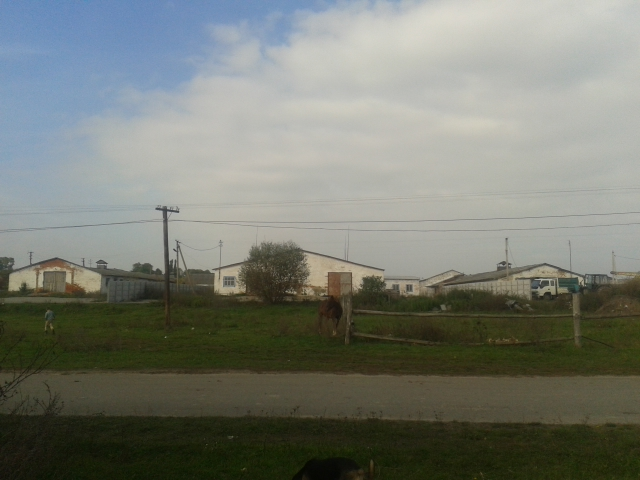
Колишній колгосп
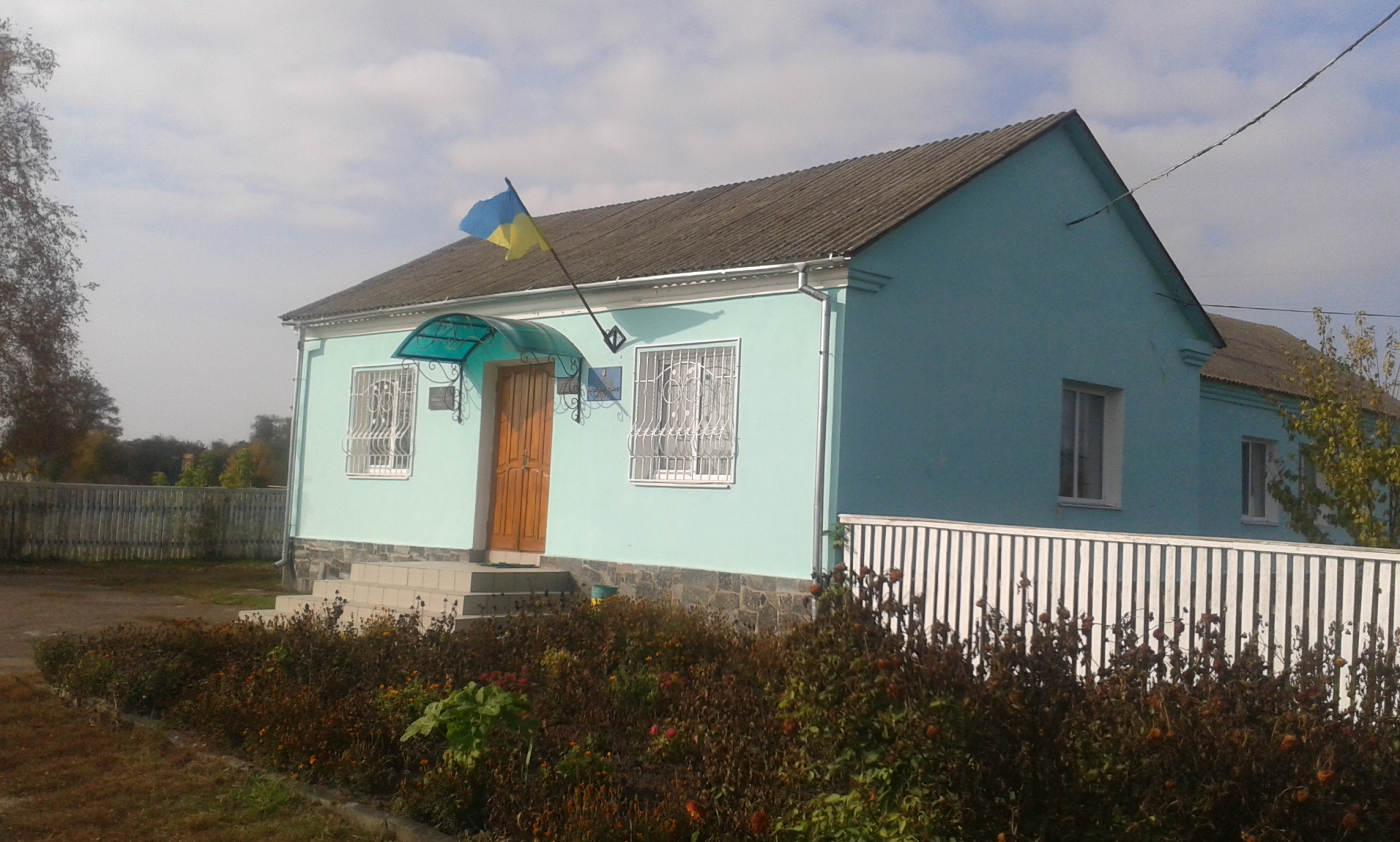
Козіївська сільська рада
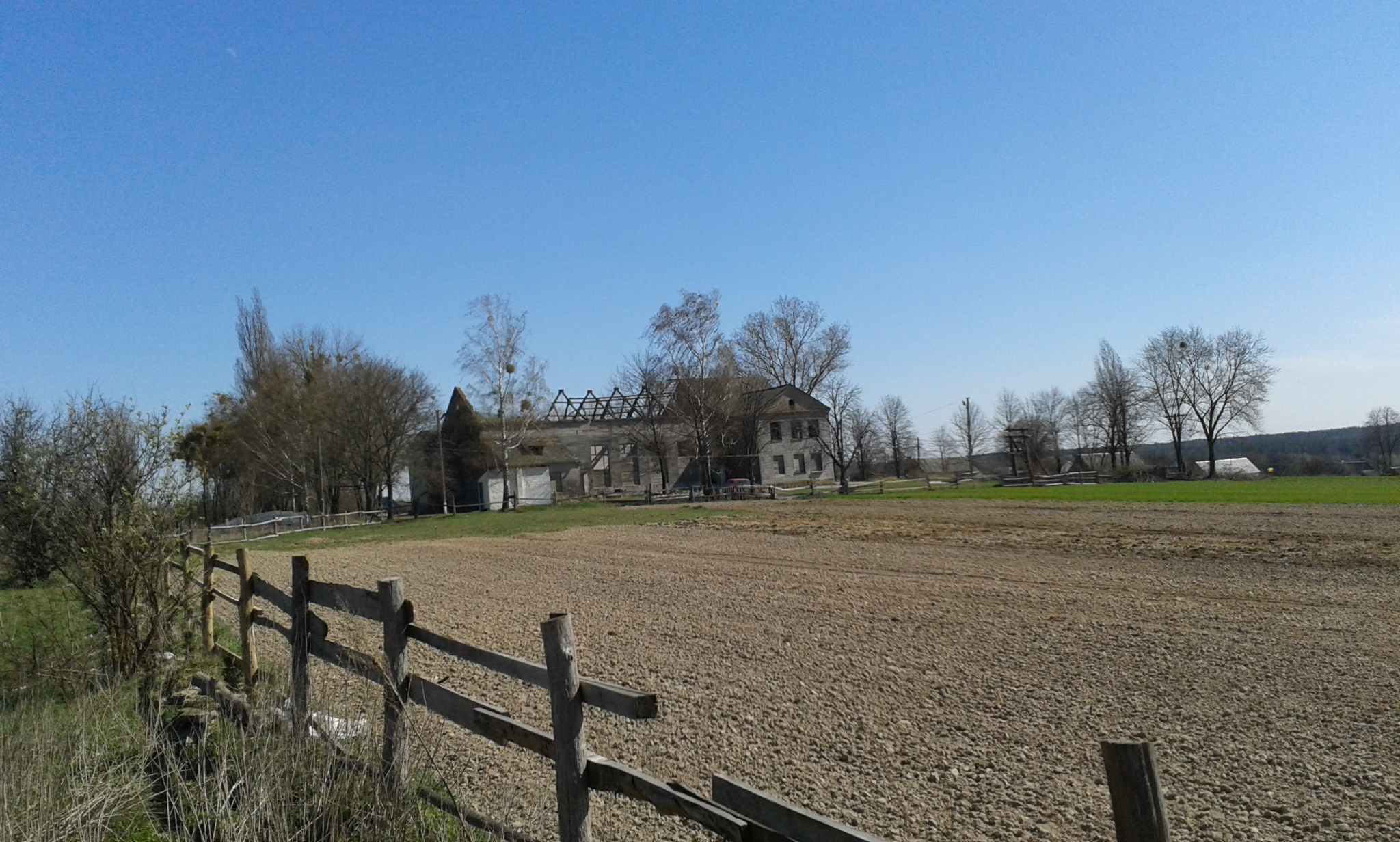
Вигляд Будинку культури у 2014 році
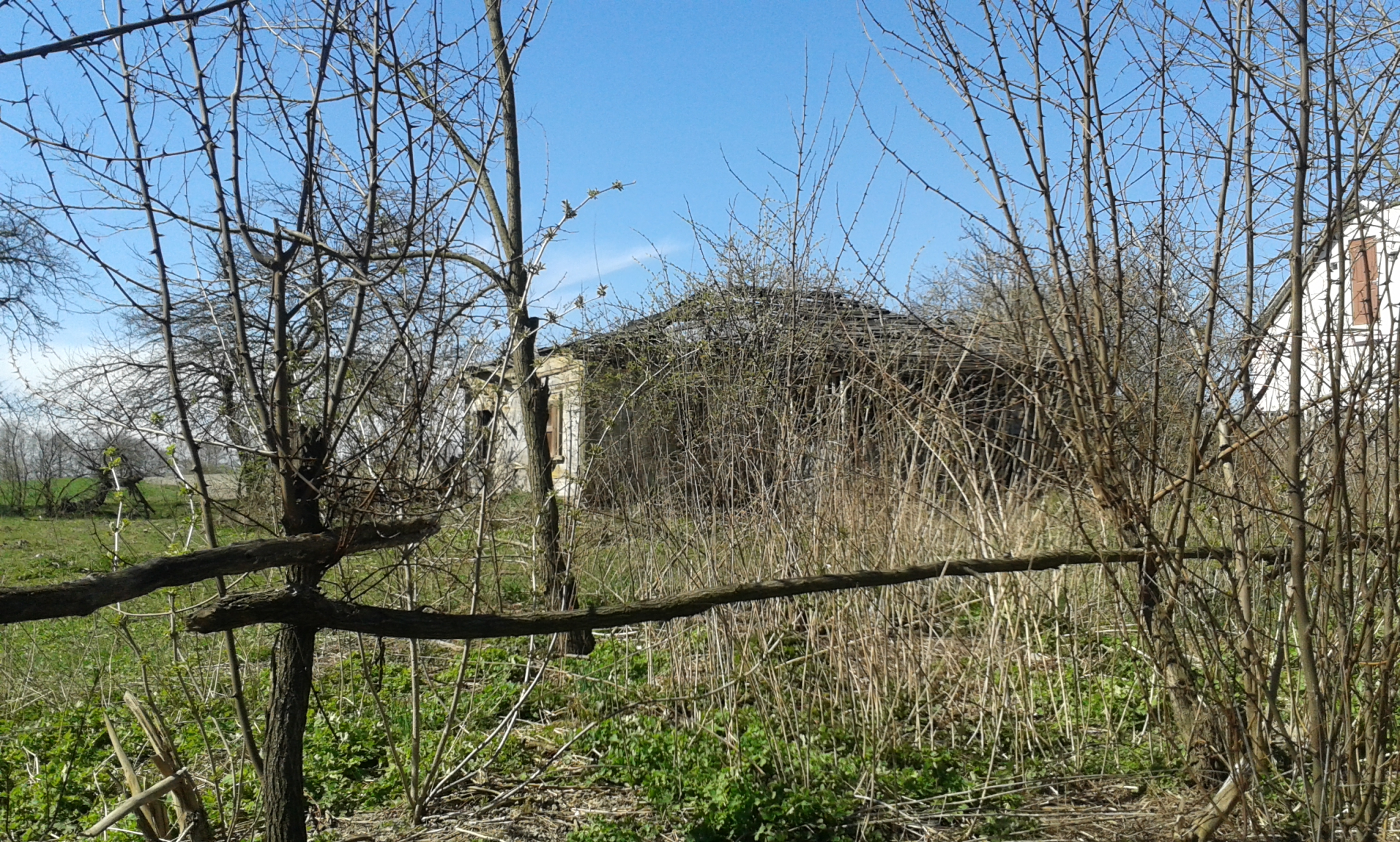
покинута садиба, приклад народної архітектури  українського Полісся
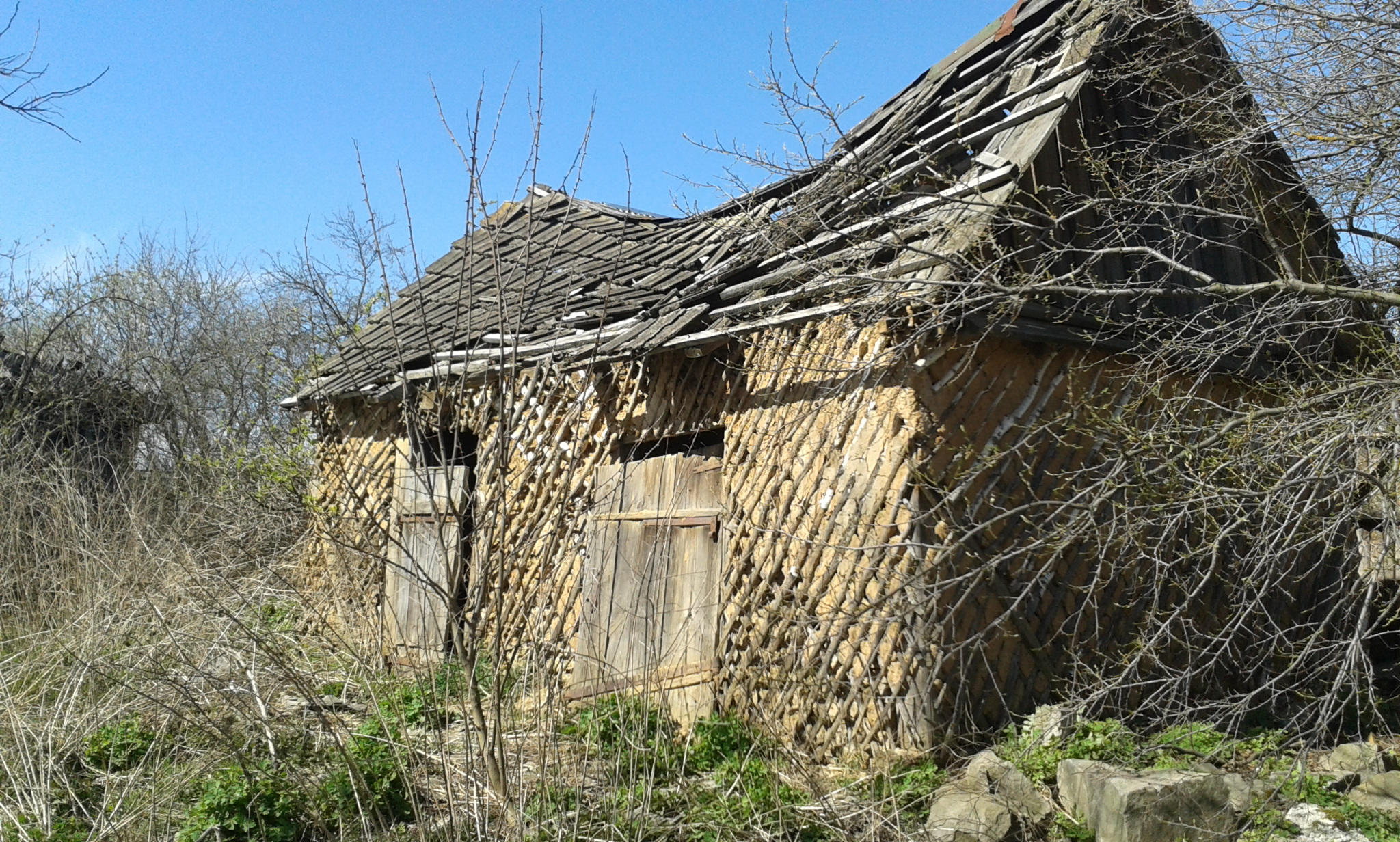
Приклад народної архітектури початку минулого століття в с. Козіївка
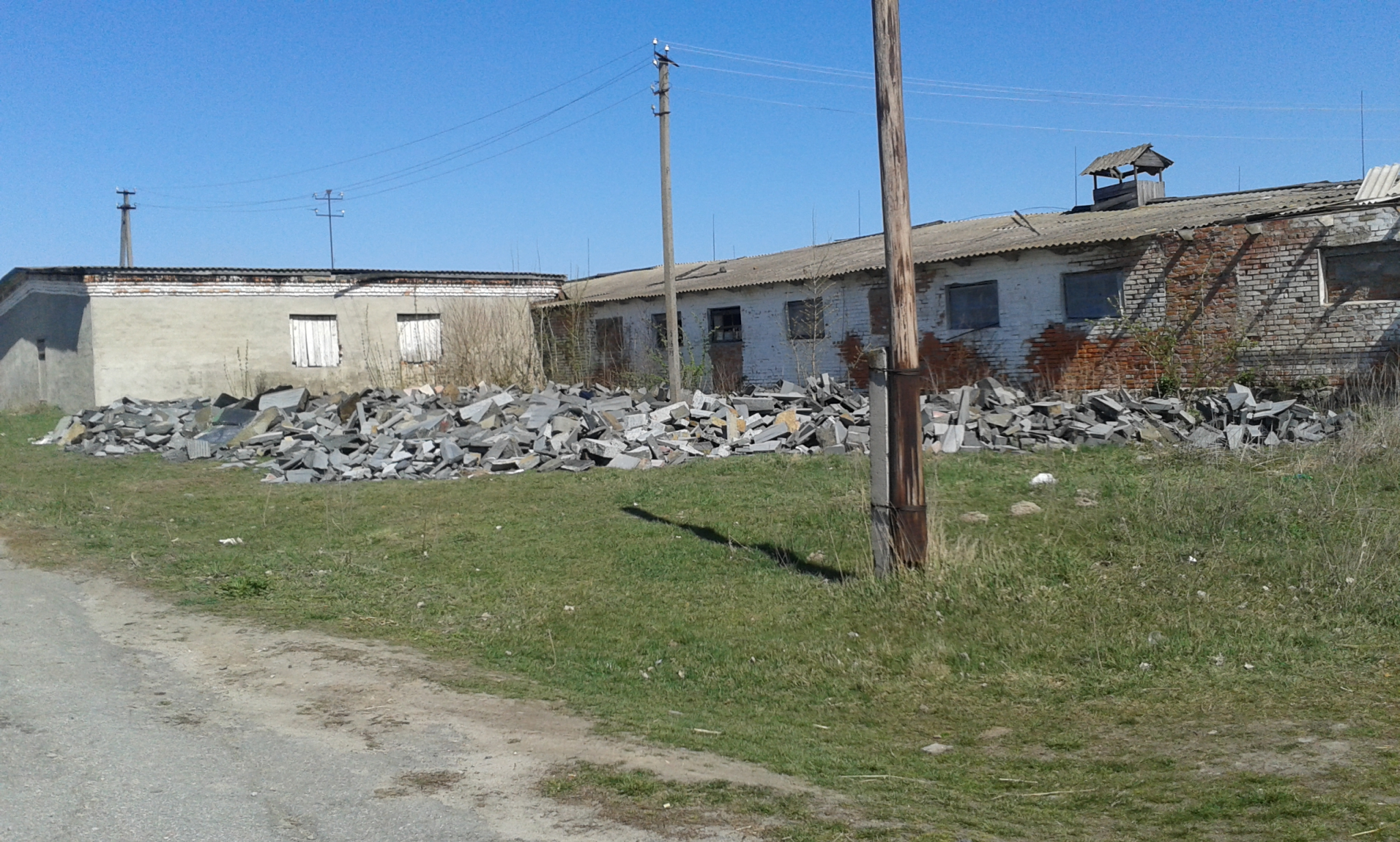
Будівля колишнього колгоспу, яка закидана відходами з граніту
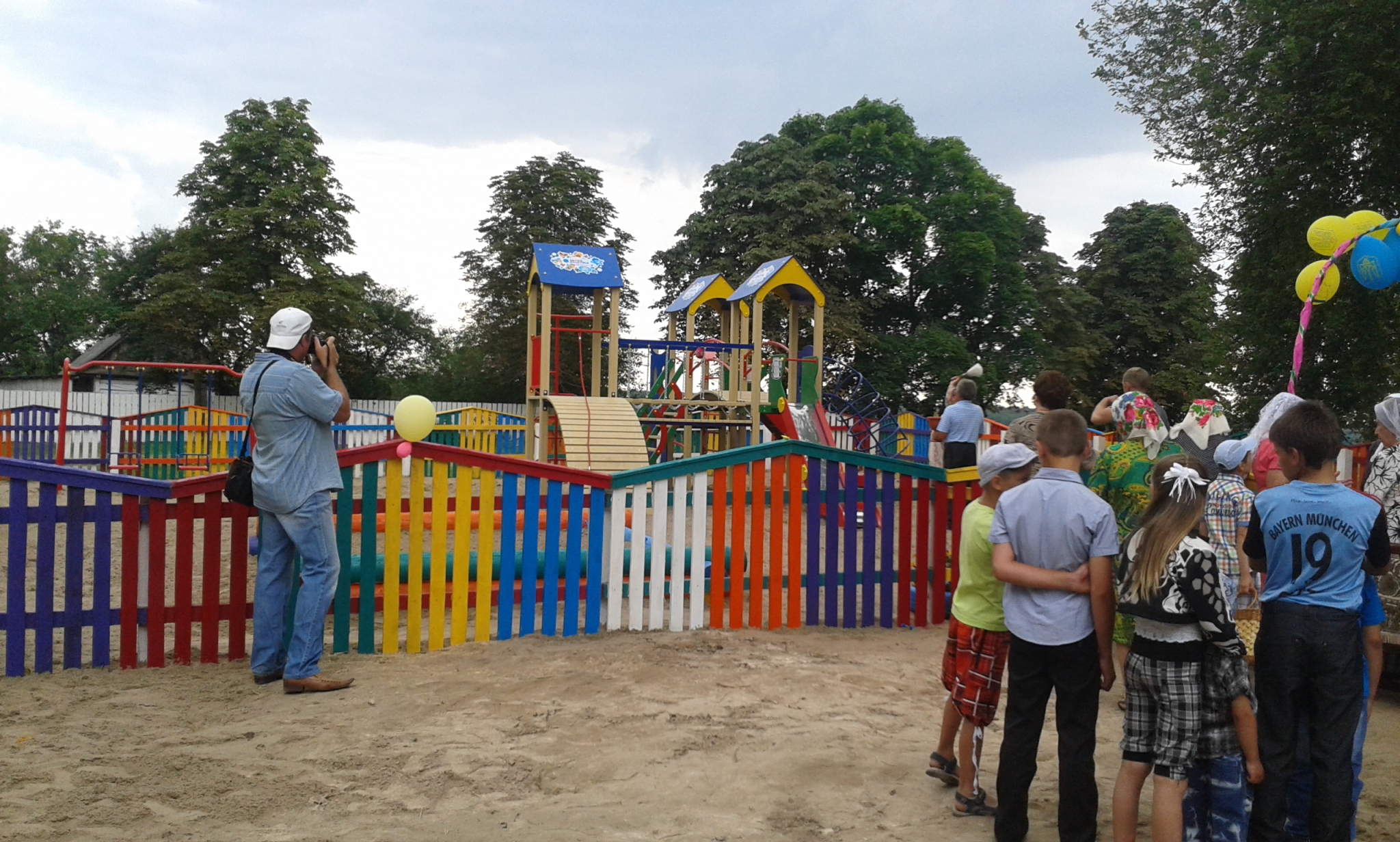
Відкриття дитячого майданчика у селі Козіївка
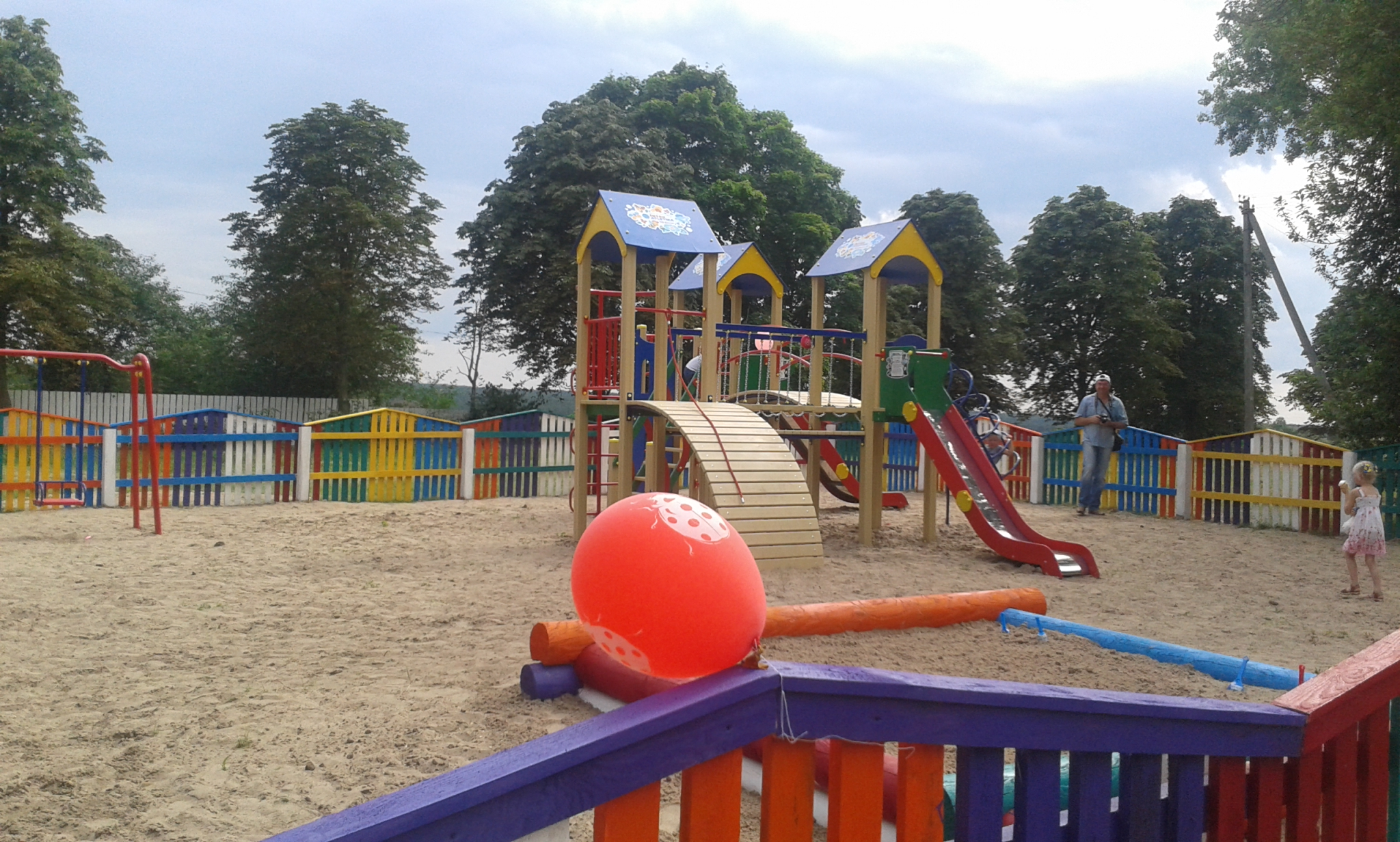
Новий дитячий майданчик
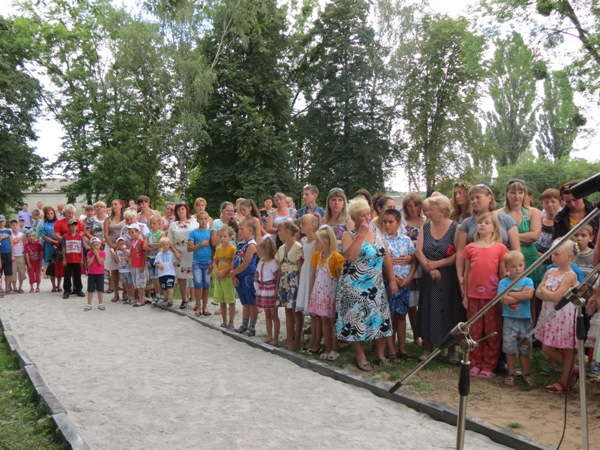
Козіяни та гості села на відкритті майданчика
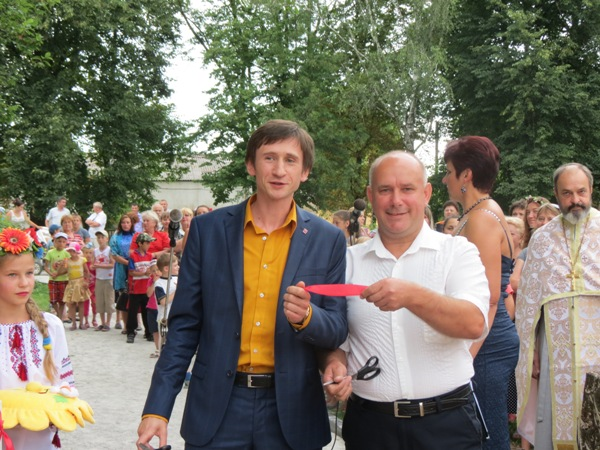
Сільський голова О. Лазарєв та голова райдержадміністрації Р. А. Михайлич на відкритті дитячого майданчика
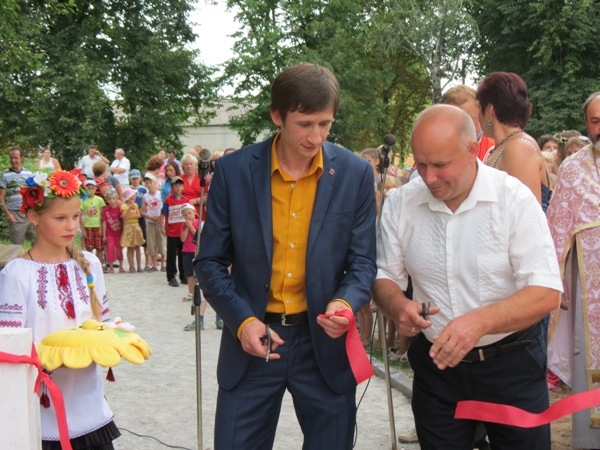
Сільський голова О. Лазарєв та голова райдержадміністрації Р. А. Михайлич перерізають стрічку